# Supermarine Baby
Il  Supermarine Baby, denominato anche Supermarine N.1B era un idrocaccia a scafo centrale biplano realizzato dall'azienda britannica Supermarine Aviation Works negli anni dieci del ventesimo secolo e rimasto allo stadio di prototipo.

## Tecnica
Realizzato in un solo esemplare, il Baby era caratterizzato da uno scafo in legno dotato di un abitacolo aperto collocato sulla parte superiore ed anteriore davanti alle ali.
La configurazione alare era biplana, caratterizzata dall'adozione di alettoni solo sull'ala superiore, con l'ala inferiore, collegata centralmente allo scafo tramite un traliccio di tubi, leggermente disassata verso la parte posteriore sotto la quale erano fissati i due galleggianti, anch'essi in legno, di forma idrodinamica. Le due ali erano collegate tra di loro da un sistema di montanti e tiranti in cavetto d'acciaio e centralmente dal traliccio che fungeva anche da supporto per il motore.
La propulsione era affidata ad un motore Hispano-Suiza 8, un 8 cilindri a V raffreddato a liquido in grado di erogare una potenza pari a 200 hp (149 kW) montato in configurazione spingente ed abbinato ad un'elica bipala in legno a passo fisso.